# 劉丁碩
劉丁碩（1998年1月13日—），出生於山東，中國男子乒乓球運動員。刘丁硕自从6岁起开始打乒乓球，在2012年进入中国国家二队，2015年升入国家一队。2015年年底的世界青年锦标赛中，刘丁硕赢得男子单打冠军。2017年的国乒世乒赛选拔赛中，刘丁硕以2:1、2:0的成绩分别战胜张继科、樊振东，被媒体冠以“黑马”的称号。